# Alegoria da Fundação da Casa Pia de Belém
Alegoria da Fundação da Casa Pia de Belém é uma pintura a óleo sobre tela do pintor português Domingos Sequeira realizada cerca de 1793-1794 e que faz parte do acervo do Museu do Louvre.
Trata-se da primeira alegoria conhecida de Sequeira tendo sido encomendada pelo intendente Pina Manique que foi o fundador da Casa Pia. É uma obra complexa e retórica que pode ser interpretada da seguinte forma.
A personificação da cidade de Lisboa apresenta alguns jovens e meninos ao Intendente que assumiu o papel de proteger os desvalidos da capital. Por trás dele encontra-se a Fé e a seus pés no canto inferior direito o rio Tejo. O Intendente dedica a obra à Rainha, representada na estátua, também ela acompanhada pela figura da Fé ou Religião. No grupo da esquerda, Minerva, secundada pela Vitória (ou a Diligência), o Génio das Artes e o Tempo acolhem alguns desses meninos sob a presença tutelar de Mercúrio e Neptuno. O morro do castelo de S. Jorge, onde então a Casa Pia tinha a sede, surge em fundo. No céu paira um pequeno génio que transporta o decreto da fundação da instituição e, à direita, a figura alada da Fama a tocar trombeta, tendo por trás duas figuras que registam o acontecimento num livro.
No lado direito da pintura encontram-se duas figuras que têm sido interpretadas como sendo o próprio Domingos Sequeira, que se autorretratou em várias das suas obras, e o também pintor brasileiro, seu colega em Roma, Manuel Dias de Oliveira.

## História
José da Cunha Taborda nas Regras da Arte da Pintura (1815) refere na página 231 (entrada sobre F. Vieira Lusitano) como Domingos Sequeira teve a oportunidade de ir estudar para Roma por escolha do Intendente Geral da Polícia, Pina Manique, que para tal recebera a incumbência da Rainha e que "escolhera os moços, que se destinavam às Bellas
Artes, mandando para Roma os que davam mostras de aplicação e de viveza. Para a Pintura
foram destinados José Alvares,..., Bartolomeu António Calisto, [o próprio] José da Cunha
Taborda, Domingos António Sequeira, Archangelo Fuschini, e Manoel Dias; (...)”. 
Maria Alice Beaumont coloca a hipótese de Sequeira ter partido para Roma em 1788 com a
encomenda da obra, e com os estudos para a composição e o retrato do Intendente já realizados, enquanto outro estudioso da obra de Domingos Sequeira, Luís Xavier da Costa, defende que a pintura terá sido terminada, designadamente o retrato do Intendente, após o regresso a Portugal.
De qualquer modo, para a preparação da composição deve ter executado dezenas de desenhos
preparatórios, mas apenas oito são conhecidos, estudos parcelares de diversas figuras que revelam o extremo cuidado com que preparou cada uma e igualmente, sobre o seu processo de trabalho. Alguns são executados apenas a carvão e giz branco, com as figuras deixadas inacabadas, revelando a inicial do artista Em outros, porém, além daqueles dois materiais, emprega também a sanguínea e por vezes papel colorido, recursos que era pouco habitual utilizar em estudos mas que revelam como Sequeira se empenhou na realização da prestigiante encomenda.

## Apreciação crítica
Para além da Alegoria à Fundação da Casa Pia, neste período de 1793-1794 durante a sua estadia em Roma, Domingos Sequeira executou ou prosseguiu algumas importantes composições, entre as quais a Pregação de São João Baptista (Palácio Ducal de Vila Viçosa) e O Milagre de Ourique (Castelo d'Eu, França).

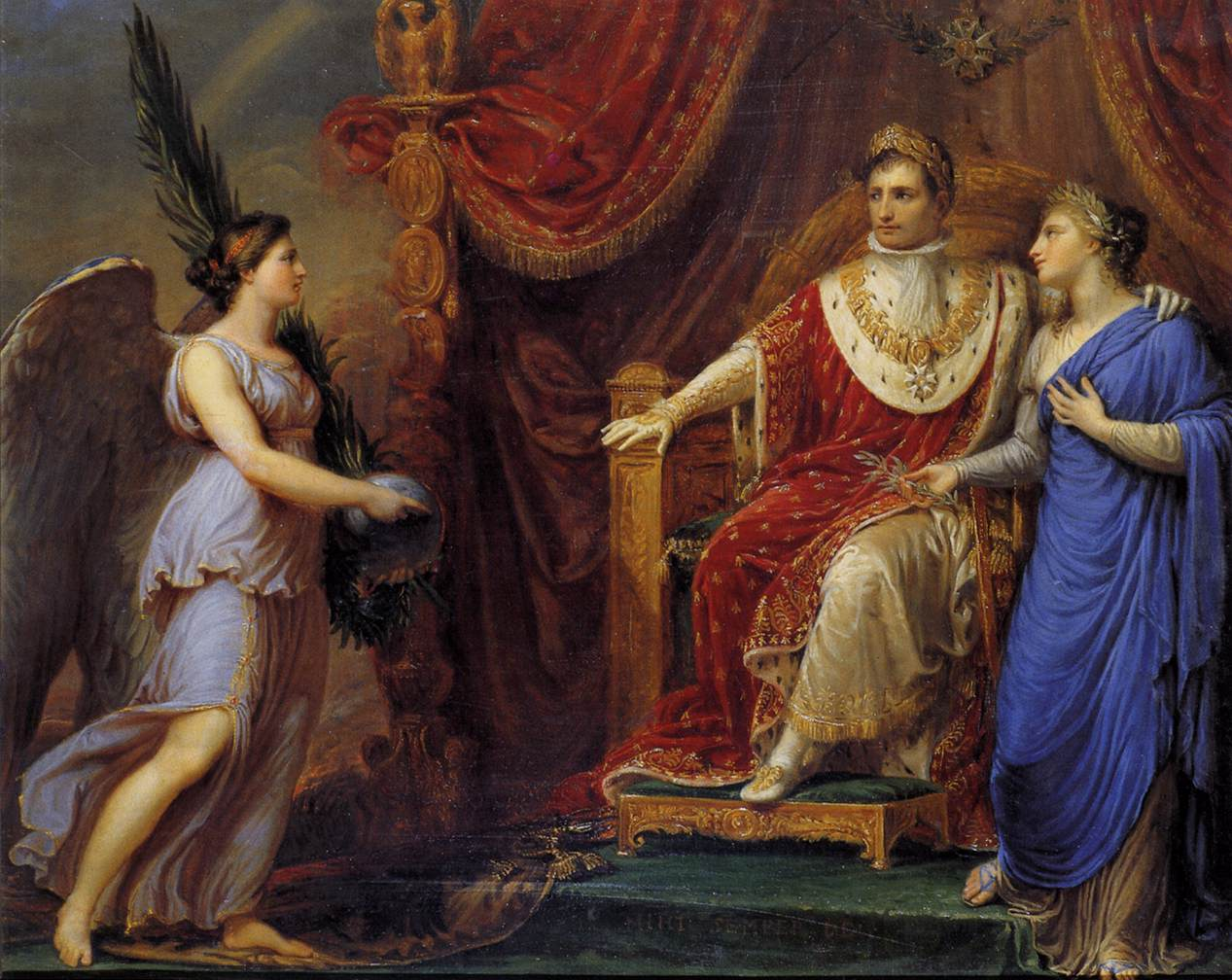
Alegoria da paz de Pressburgo (1808), Andrea Appiani, no Museu Pushkin, Moscovo

Esta última obra, O Milagre de Ourique, que havia sido levada para o Brasil pela família real em 1807, foi redescoberta, em 1986, pelo historiador e crítico de arte José-Augusto França, no Palácio d'Eu, na Alta Normandia. Esta grande tela que fora executada em Roma quase em simultâneo com a Alegoria à Fundação da Casa Pia levou J-A. França a classificar ambas as obras como filiadas no neoclassicismo romano e a reconsiderar a sua posição sobre Sequeira.
Posteriormente J-A. França aprofunda a análise sobre Domingos Sequeira considerando dois momentos distintos: alinhando-o, por um lado, com o período neoclássico que se encontrava no apogeu quando da sua primeira permanência em Roma, entre 1788 e 1795 e, por outro, pela sua posição no surgimento do movimento romântico, designadamente com a sua participação no Salão de Paris de 1824.
Quanto ao neoclassicismo, num artigo de 1973, onde passa em revista as bases ideológicas do movimento e reflecte sobre a produção neoclássica em Portugal, J-A. França aproxima a Alegoria à Fundação da Casa Pia da obra de Andrea Appiani (1754-1817), pintor italiano contemporâneo de Domingos Sequeira.

## Ligação externa
- Página de JOCONDE, portal das colecções dos museus de França